# ویکتور کالیش
ویکتور کالیش (انگلیسی: Viktor Kalisch; ۴ دسامبر ۱۹۰۲ – ۲۱ ژوئیهٔ ۱۹۷۶) قایقران کانو اهل اتریش بود.